# Patrick des Ylouses
Patrick des Ylouses est un écrivain français ayant œuvré dans le livre-jeu, du type uchronique.

## Sources et références
1. ↑  bechard stephane, « patrick des ylouses », sur planete-ldvelh.com (consulté le 10 août 2018)